# Can Magre (Oristà)
Can Magre és una masia d'Oristà (Lluçanès) inclosa a l'Inventari del Patrimoni Arquitectònic de Catalunya.

## Descripció
Masia formada per una casa de planta rectangular amb planta, pis i golfes davant de la qual hi ha una segona construcció també de planta rectangular i de dimensions similars a les de la casa però amb un sol pis.
Les dues construccions estan unides per una porta coberta per una teulada a doble vessant. La casa està totalment arrebossada i la cort de bestiar està construïda amb pedra irregular i morter, amb una teulada a doble vessant.